# Feldflieger-Abteilung 40
Feldflieger-Abteilung Nr. 40 – FFA 40 (Polowy oddział lotniczy nr 40) – jednostka obserwacyjna i rozpoznawcza lotnictwa niemieckiego Luftstreitkräfte z początkowego okresu I wojny światowej.

## Informacje ogólne
Jednostka została utworzona w drugim miesiącu I wojny światowej, w dniu 13 września 1914 roku we Fliegerersatz Abteilung Nr. 2 i weszła w skład większej jednostki Batalionu Lotniczego nr 1. Jednostka uczestniczyła w walkach na froncie zachodnim.
15 stycznia 1917 roku jednostka została przeformowana i zmieniona we Fliegerabteilung 40 – (FA 40).

## Dowódcy eskadry
| Stopień | Nazwisko                 | Okres    |
| ------- | ------------------------ | -------- |
| kapitan | Adolf-Victor von Koerber | maj 1915 |
|         | Otto Bufe                |          |